# Elizabeth Jagger

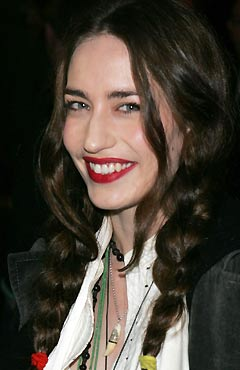
Elizabeth Jagger, vor 2008

Elizabeth Scarlett Jagger (* 2. März 1984 in New York City) ist ein britisch-US-amerikanisches Model.
Elizabeth Jagger ist die Tochter des Rockstars Mick Jagger und des Models Jerry Hall. Sie begann ihre Modelkarriere mit 14 Jahren und war unter anderem in Kampagnen von Burberry, GAP, H&M, Lancôme, Monsoon Accessorize und Tommy engagiert. Im Jahr 2011 war sie Fotomodell für das Magazin Playboy. Momentan ist sie bei der Agentur Ford Models angestellt.